# Persons Unknown (Fernsehserie)
Persons Unknown ist eine US-amerikanische Dramaserie, die von einer Gruppe von Fremden handelt, welche entführt und in einem verlassenen Dorf eingesperrt werden. Ihre Erstausstrahlung fand am 7. Juni 2010 auf NBC statt.

## Handlung
Die Sieben, sich untereinander Fremden, Janet Cooper, Joe Tucker, Moira Doherty, Sergeant Graham McNair, Tori Fairchild, Bill Blackham und Charlie Morse erwachen in einem Hotel, ohne zu wissen, wie sie dorthin gekommen sind. Das Hotel befindet sich in einer Stadt, deren Optik stark an die 1950er Jahre erinnert. Jedoch ist die Stadt komplett mit Kameras und Mikrofonen ausgestattet. Die Entführer, welche das „Projekt“ The Programm nennen, setzen die Gefangenen in den folgenden Wochen erheblichem psychischem Druck und körperlicher Belastung aus. Im Laufe der Serie scheint es, dass Joe Tucker ein Mitglied der Entführer ist. Allerdings ist unklar, welche Motive, welchen Nutzen die Entführer haben und wer sie überhaupt sind.
In der letzten Folge, in der der Tod aller Teilnehmer, außer Joe, inszeniert wird, erwachen alle Teilnehmer in demselben Hotel wie beim ersten Mal, allerdings befindet sich dieses auf einem Containerschiff. Der Manager dieses Hotels begrüßt sie zu „Level 2“. Man sieht außerdem, wie Joe und Mark Renbe in ein zweites Hotel gehen, in dem Tori die Hotelmanagerin ist. Tori und Kat Damatto werden in der letzten Szene gefangen in einem Käfig gezeigt.

## Besetzung

### Hauptbesetzung
| Schauspieler      | Rolle                     | Hauptrolle (Episoden) |
| ----------------- | ------------------------- | --------------------- |
| Daisy Betts       | Janet Cooper              | 1–13                  |
| Jason Wiles       | Joe Tucker                | 1–13                  |
| Tina Holmes       | Moira Doherty             | 1–13                  |
| Chadwick Boseman  | Sergeant Graham McNair    | 1–13                  |
| Kate Lang Johnson | Victoria „Tori“ Fairchild | 1–13                  |
| Sean O’Bryan      | Bill Blackham             | 1–13                  |
| Alan Ruck         | Charlie Morse             | 1–13                  |
| Gerald Kyd        | Mark Renbe                | 1–13                  |

### Nebenbesetzung
| Schauspieler    | Rolle            | Nebenrolle (Episoden) |
| --------------- | ---------------- | --------------------- |
| Andy Greenfield | Night Manager    | 1–5, 7–9, 11–13       |
| Michael Harney  | Sam Edick        | 1–4, 6, 11, 13        |
| Reggie Lee      | Tom              | 1–2, 4–8              |
| Kandyse McClure | Erika Taylor     | 5–13                  |
| Joanna Lipari   | Angela Barragan  | 8–13                  |
| Lee Purcell     | Eleanor Sullivan | 1–2, 5, 10, 13        |

## Ausstrahlung und Produktion
Drehbeginn der ersten 13 Episoden war im Oktober 2008, nachdem Fox Television diese im September 2008 angekündigt hatte. Im Juli 2009 erwarb NBC die Ausstrahlungsrechte.
Die erste Folge der Serie wurde am 7. Juni 2010 ausgestrahlt und von 4,29 Millionen Zuschauern gesehen. Das Serienfinale wurde am 28. August 2010 gesendet und erreichte 2,85 Millionen Zuschauer. Jedoch hatten einige Folgen der Serie weniger als 2 Millionen Zuschauer.

## Episodenliste
| Nr. | Deutscher Titel | Originaltitel          | Erstausstrahlung USA | Deutschsprachige Erstausstrahlung (D) | Regie           | Drehbuch              | Zuschauer (USA) |
| --- | --------------- | ---------------------- | -------------------- | ------------------------------------- | --------------- | --------------------- | --------------- |
| 1   | —               | Pilot                  | 7. Juni 2010         | —                                     | Michael Rymer   | Christopher McQuarrie | 4,29 Mio.       |
| 2   | —               | The Edge               | 14. Juni 2010        | —                                     | Bill Eagles     | Remi Aubuchon         | 3,45 Mio.       |
| 3   | —               | The Way Through        | 21. Juni 2010        | —                                     | Bill Eagles     | Sandy Isaac           | 3,43 Mio.       |
| 4   | —               | Exit One               | 28. Juni 2010        | —                                     | Leon Ichaso     | Michael R. Perry      | 2,90 Mio.       |
| 5   | —               | Incoming               | 5. Juli 2010         | —                                     | Jonathan Frakes | Linda McGibney        | 2,96 Mio.       |
| 6   | —               | The Truth              | 17. Juli 2010        | —                                     | Steve Shill     | Sandy Isaac           | 1,69 Mio.       |
| 7   | —               | Smoke and Steel        | 24. Juli 2010        | —                                     | Rod Hardy       | Michael R. Perry      | 2,09 Mio.       |
| 8   | —               | Saved                  | 31. Juli 2010        | —                                     | Bill Eagles     | Linda McGibney        | 1,60 Mio.       |
| 9   | —               | Static                 | 7. Aug. 2010         | —                                     | Michael Offer   | Henry Robles          | 1,26 Mio.       |
| 10  | —               | Identity               | 21. Aug. 2010        | —                                     | Jonathan Frakes | Sandy Isaac           | 1,30 Mio.       |
| 11  | —               | Seven Sacrifices       | 21. Aug. 2010        | —                                     | Tim Matheson    | Michael R. Perry      | —               |
| 12  | —               | And Then There Was One | 28. Aug. 2010        | —                                     | Jonathan Frakes | Linda McGibney        | 2,97 Mio.       |
| 13  | —               | Shadows in the Cave    | 28. Aug. 2010        | —                                     | Michael Rymer   | Remi Aubuchon         | 2,85 Mio.       |